# HMS Cossack (F03)
«Козак» (F03) (англ. HMS Cossack (F03) — військовий корабель, ескадрений міноносець типу «Трайбл» Королівського військово-морського флоту Великої Британії за часів Другої світової війни.
Названий на честь козаків — етносоціальної культурної групи українського степу.
Корабель став відомим операцією з абордажу німецького судна забезпечення «Альтмарк» у норвезьких водах та пов'язаним з цим порятунком моряків, які до цього були захоплені німецьким важким крейсером «Адмірал Граф Шпее», а також участю в «полюванні» на німецький лінкор «Бісмарк», унаслідок чого той був потоплений.

## Історія
«Козак» був закладений 9 червня 1936 року на верфі компанії Vickers-Armstrongs, у місті Ньюкасл-апон-Тайн. 7 червня 1938 увійшов до складу Королівських ВМС Великої Британії.
Після входження до складу ВМС «Козак» був включений у 4-у флотилію (командир флотилії капітан Кресуолл), що входила до складу британського Середземноморського флоту.
З 3 вересня 1939 року брав участь у Другій світовій війні, майже весь час цієї служби провів у Північному морі.
7 листопада 1939 року «Козак» зіткнувся з «SS Borthwick». Загинули четверо моряків, корабель був змушений вирушити на ремонт, котрий тривав до початку січня 1940 року.

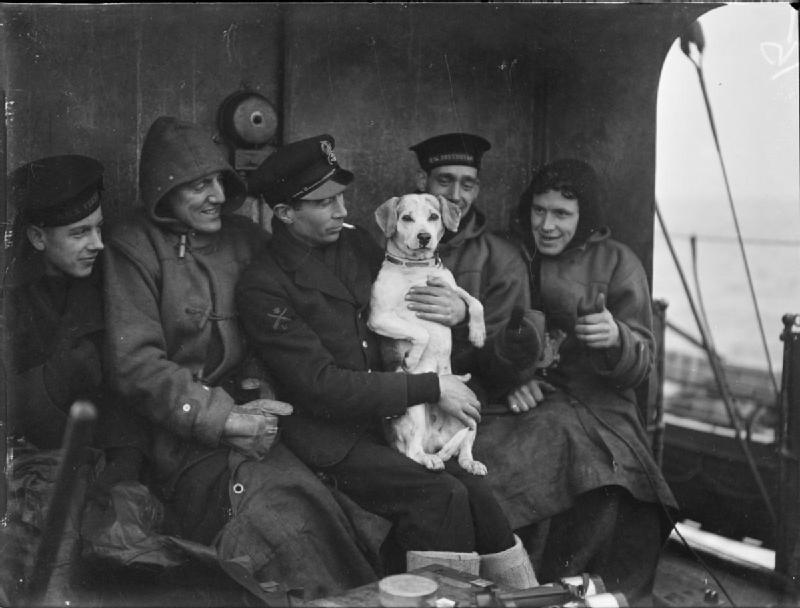
Моряки «Козака» з корабельним собакою Плуто.

16 лютого 1940 року брав участь у так званому «інциденті з „Альтмарком“», коли у норвезьких водах узяв на абордаж німецьке допоміжне військове судно «Altmark», звільнивши близько 300 полонених моряків, які до цього були захоплені німецьким важким крейсером «Адмірал Граф Шпеє».
13 квітня 1940 року брав участь у другій битві за Нарвік, де знищів німецький есмінець Z17 «Дітер фон Рьодер» та сів на мілину.
13 жовтня 1940 року в бою в районі Еґерсунна «Козак» торпедами відправив на дно мережевий загороджувач «Генуя» (1949 брт) та разом з іншими кораблями знищив допоміжне судно «Нетце» (1025 брт).
Уночі 27 травня 1941 року «Козак» спільно з однотипними «Сікхом», «Зулу» та «Маорі» здійснив безуспішну спробу атаки німецького лінкора «Бісмарк». Проте атаку в певному сенсі можна вважати вдалою, бо «Бісмарк» втратив майже годину часу й дорогоцінне пальне, маневруючи на повному ходу і, пізніше того ж дня, був знищений лінкорами «Родні» та «Кінг Джордж V», що підійшли.

## Загибель
23 жовтня 1941 року «Козак» був торпедований німецьким підводним човном U-563 та, після безуспішних спроб буксирування під час штормової погоди, затонув на північному заході від Гібралтару 27 жовтня 1941 року. Внаслідок торпедної атаки загинули 159 членів команди.

## Цікаві факти
Після потоплення «Бісмарка» на борт «Козака» був піднятий кіт, який належав команді німецького лінкора, відомий під прізвиськом «Непотоплюваний Сем». Цьому коту судилося пережити три кораблі, на яких він «служив».